# Plaine-et-Vallées
Plaine-et-Vallées község Franciaország Új-Aquitania régiójában, Deux-Sèvres megyében. Új községként 2019. január 1-jén jött létre négy korábbi község: Oiron, Brie, Saint-Jouin-de-Marnes és Taizé-Maulais egyesítésével. Lakosainak száma 2334 fő (2022. január 1.).

## Népesség
| Lakosok száma | 2405 | 2399 | 2384 | 2367 | 2351 | 2334 |
|               | 2017 | 2018 | 2019 | 2020 | 2021 | 2022 |